# Aeropuerto Nacional Cupul
El Aeropuerto Nacional Cupul (IATA: TZM, OACI: MM72), es un aeropuerto nacional ubicado en la ciudad de Tizimín, Yucatán, México,
Actualmente el aeropuerto se encuentra en un gran estado de inactividad, debido a que no ha habido promoción turística por parte del Gobierno del Estado.

## Información
El aeropuerto no opera las 24 horas del día, y puede recibir a aviones medianos, como un Boeing 737, pero debido al deterioro de la pista, y falta de mantenimiento, hace peligroso el aterrizaje.
Solamente aeronaves pequeñas aterrizan y utilizan el aeropuerto.
El aeropuerto fue construido meses antes de la primera visita a México de la monarca Isabel II del Reino Unido.

## Aeropuertos cercanos
Los aeropuertos más cercanos son:
- Aeropuerto Internacional de Kaua (64km)
- Aeropuerto Nacional de Playa del Carmen (126km)
- Estación Aeronaval de Tulum (127km)
- Aeropuerto Internacional de Cancún (132km)
- Aeropuerto Internacional de Cozumel (145km)